# Sovjetunionens statliga pris

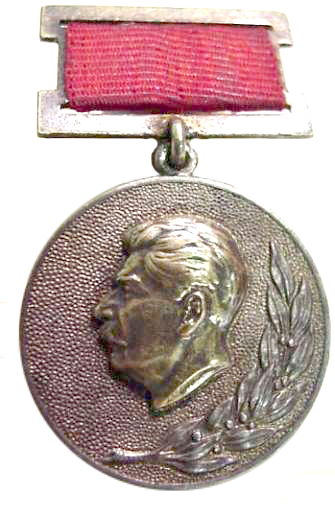
Den till Stalinpriset tillhörande medaljen.

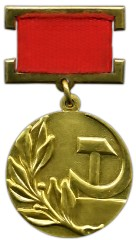
Medaljen för det senare Sovjetunionens Statliga pris.

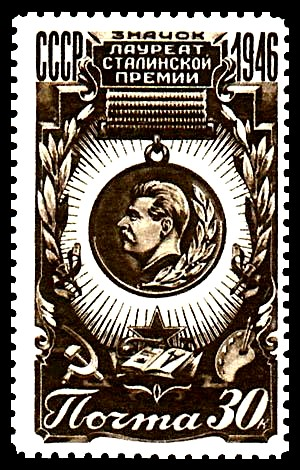
Stalinpriset avbildat på ett frimärke.

Sovjetunionens statliga pris (ryska: Госуда́рственная пре́мия СССР), tidigare kallat Statliga Stalinpriset (Государственная Сталинская премия) eller bara Stalinpriset, var en statlig utmärkelse i Sovjetunionen som tilldelades till sovjetiska medborgare för prestationer inom konst, litteratur, musik och vetenskap. Stalinpriset inrättades 1939 och ersatte till viss del Leninpriset som upphörde att delas ut 1934.
Priset inrättades 1939 som Statliga Stalinpriset till Josef Stalins 60-årsdag och delades ut under det namnet mellan 1941 och 1954. Den 1 februari 1940 infördes också fyra penningspremier om vardera 100 000 rubel. År 1956 återupprättades Leninpriset som till viss del ersatte Stalinpriset. Priset ändrade  1966 namn till Sovjetunionens statliga pris och efter Sovjetunionens upplösning ersattes priset i sin tur av Ryska federationens statspris (Государственная Премия Российской Федерации).
Stalin själv som var mycket intresserad av kulturfrågor hade stor inverkan på vem som skulle belönas. Priset var i flera klasser och innebar, förutom prestige, en stor ekonomisk belöning. 

## Några kända vinnare av Stalinpriset
- Dmitrij Sjostakovitj, tonsättare
- Ljubov Orlova, skådespelare
- Tichon Chrennikov, tonsättare
- Sergej Prokofjev, tonsättare
- Aram Chatjaturjan, tonsättare
- Dmitrij Kabalevskij, tonsättare
- Michail Sjolochov, författare
- George Formby, brittisk komiker och skådespelare
- Sergej Eisenstein, filmregissör
- Alexander Fadejev, författare
- Micheil Tjiaureli, filmregissör
- Andrej Vysjinskij, åklagare under Moskvarättegångarna
- Emil Gilels, pianist
- Lina Stern, biokemist
- Viktor Tichomirov, elektronik- och vapenkonstruktör
- Michail Kosjkin, konstruktör, skapare av stridsvagnen T-34
- Michail Gurevitj för MiG-flygplanen
- Artem Mikoyan för MiG-flygplanen
- Léon Theremin för avlyssningsutrustning för spionverksamhet
- Sergej Muromtsev (bakteriolog) för specialutrustning för spridning av pestbakterier [2][3]
- Nikolaj Virta, författare
- Alexander Bereznjak, ingenjör, för utvecklingen av kryssningsroboten Ch-22 Burja
- Jakub Kolas, vitrysk poet.
- Aleksej Ekimov, fysiker